# Nicholas Joy
Pour les articles homonymes, voir Joy.
Nicholas Joy, né le 31 janvier 1884 à Paris (France) et mort le 16 mars 1964 à Philadelphie (Pennsylvanie), est un acteur britannique.

## Biographie
Né à Paris de parents britanniques, Nicholas Joy étudie le théâtre (où il débute en 1910) à la Royal Academy of Dramatic Art de Londres, puis émigre aux États-Unis. Ainsi, il joue souvent à Broadway (New York), depuis Henri V de William Shakespeare (1912) jusqu'à Réunion de famille (en) de T. S. Eliot (1958, avec Lillian Gish et Fritz Weaver).
Dans l'intervalle, mentionnons Hamlet de William Shakespeare (1912-1913, avec Theodore Roberts), Après l'amour d'Henri Duvernois et Pierre Wolff (1926, avec Ilka Chase et Laura Hope Crews), Topaze de Marcel Pagnol (1930, avec Frank Morgan dans le rôle-titre et Harry Davenport), la comédie musicale Musique dans l'air de Jerome Kern et Oscar Hammerstein II (1932-1933, avec Tullio Carminati et Marjorie Main), The Philadelphia Story de Philip Barry (1939-1940, avec Katharine Hepburn et Joseph Cotten), ou encore Le marchand de glace est passé d'Eugene O'Neill (1946-1947, avec James Barton et Jeanne Cagney).
Au cinéma, il contribue à vingt films américains (ou en coproduction), depuis La Femme déshonorée de Robert Stevenson (1947, avec Hedy Lamarr et Dennis O'Keefe) jusqu'à Une femme de tête de Walter Lang (1957, avec Katharine Hepburn et Spencer Tracy).
Entretemps, citons Le Mur invisible d'Elia Kazan (1947, avec Gregory Peck et Dorothy McGuire), Jeanne d'Arc de Victor Fleming (1948, avec Ingrid Bergman dans le rôle-titre et Francis L. Sullivan) et Si l'on mariait papa de Frank Capra (1951, avec Bing Crosby et Jane Wyman).
À la télévision américaine enfin, Nicholas Joy apparaît dans un téléfilm (1953) et sept séries (1952-1956), dont Studio One (deux épisodes, 1953-1954).
Il meurt en 1964, à 80 ans, des suites d'une crise cardiaque.

## Théâtre à Broadway (intégrale)
(pièces, sauf mention contraire)
- 1912 : Henri V (Henry V) de William Shakespeare
- 1912-1913 : Hamlet de William Shakespeare
- 1913 : Le Marchand de Venise (The Merchant of Venice) de William Shakespeare
- 1913 : Œdipe roi (Œdipus Rex) de Sophocle
- 1916 : The Great Pursuit de C. Haddon Chambers
- 1924-1925 : Carnaval (Carnival) de Ferenc Molnár, adaptation de Melville Baker, mise en scène de Frank Reicher : le commissaire de police Edmund
- 1926 : Après l'amour (Embers) d'Henri Duvernois et Pierre Wolff, adaptation d'A. E. Thomas : Fournier[1]
- 1926 : No Trespassing de John Hunter Booth : Bob Hewitt
- 1927 : The Nightingale, comédie musicale, musique d'Armand Vecsey, lyrics de Clifford Grey et Pelham Grenville Wodehouse, livret de Guy Bolton : Stephen Rutherford
- 1928 : Wings Over Europe de Robert Nichols et Maurice Browne, mise en scène de Rouben Mamoulian : Haliburton
- 1930 : Topaze de Marcel Pagnol, adaptation de Benn W. Levy, mise en scène de Stanley Logan : Roger de Berville[2]
- 1931 : A Modern Virgin d'Elmer Harris, mise en scène de Stanley Logan : Richard Chiltern
- 1931-1932 : The Bride the Sun Shines On de Will Cotton : Meredith Lane
- 1932-1933 : Musique dans l'air (Music in the Air), comédie musicale, musique de Jerome Kern (orchestrée par Robert Russell Bennett), lyrics et livret d'Oscar Hammerstein II : Ernst Weber[3]
- 1934-1935 : Liberté provisoire (Ode to Liberty) de Michel Duran, adaptation et mise en scène de Sidney Howard : Barnaud
- 1935 : Pluie (Rain) de John Colton et Clemence Randolph, d'après le roman Miss Thompson de William Somerset Maugham : Dr McPhail[4]
- 1935 : A Journey by Night d'Arthur Goodrich, d'après Leo Perutz, mise en scène de Robert B. Sinclair : le directeur général
- 1935 : Knock on Wood d'Allen Rifkin : le major
- 1935 : The Ragged Edge de Mary Heathfield : Henry Farraday
- 1935 : The Season Changes d'Arthur Richman : Frank Glenn
- 1936 : Alice Takat de José Ruben, d'après Dezso Szomory : Zuard Takat
- 1937-1938 : Yes, My Darling Daughter de Mark Reed : Titus Jaywood[5]
- 1938 : Good Hunting de Nathanael West et Joseph Schrank : le lieutenant-colonel Jarvis
- 1939-1940 : The Philadelphia Story de Philip Barry, mise en scène de Robert B. Sinclair : Seth Lord[6]
- 1941 : The Walrus and the Carpenter d'A. N. Langley : Dr Drew
- 1942 : All the Comforts of Home de William Gillette et Helen Jerome : Theodore Bender
- 1942 : The Morning Star d'Emlyn Williams : Sir Leo Alvers
- 1942 : Bird in Hand de John Drinkwater : Ambrose Godolphin
- 1943 : This Rock de Walter Livingston Faust : Malcolm Stanley
- 1944 : Mrs. January and Mr. X de Zoe Akins, costumes d'Adrian : John Deacon January
- 1944-1945 : Dix petits nègres (Ten Little Indians), adaptation par Agatha Christie de son roman éponyme, mise en scène d'Albert de Courville : le général Mackenzie
- 1946 : A Joy Forever de Vincent McConnor : Archer Barrington
- 1946-1947 : Le marchand de glace est passé (The Iceman Cometh') d'Eugene O'Neill : Cecil Lewis
- 1949 : César et Cléopâtre (Caesar and Cleopatra) de George Bernard Shaw, mise en scène de Cedric Hardwicke : Potinus[7]
- 1952 : Dear Barbarians de Lexford Richards : M. Fiske
- 1957 : Small War on Murray Hill de Robert E. Sherwood, mise en scène de Garson Kanin, costumes d'Irene Sharaff : le major Clove
- 1958 : Réunion de famille (The Family Reunion) de T. S. Eliot : le colonel Gerald Piper

## Filmographie partielle

### Cinéma
- 1947 : La Femme déshonorée (Dishonored Lady) de Robert Stevenson : l'avocat de la défense Mitchell
- 1947 : Quand vient l'hiver (If Winter Comes') de Victor Saville : M. Pettigrew
- 1947 : Le Mur invisible (Gentleman's Agreement) d'Elia Kazan : Dr Craigie
- 1947 : Femme ou Maîtresse (Daisy Kenyon) d'Otto Preminger : Coverly
- 1948 : Jeanne d'Arc (Joan of Arc) de Victor Fleming : Regnault de Chartres
- 1948 : Le Rideau de fer (The Iron Curtain) de William A. Wellman : Dr Harold Preston Norman / « Alec »
- 1948 : La Cité sans voiles (The Naked City) de Jules Dassin : M. McCormick
- 1948 : Haute Pègre (Larceny) de George Sherman
- 1949 : Le Prix du silence (The Great Gatsby) d'Elliott Nugent : l'invité ivre à la fête
- 1949 : Lassie perd et gagne (The Sun Comes Up) de Richard Thorpe : Victor Alvord
- 1949 : Deux nigauds chez les tueurs (Abbott and Costello Meet the Killer, Boris Karloff) de Charles Barton : Amos Strickland
- 1949 : La Vengeance des Borgia (Bride of Vengeance) de Mitchell Leisen : le chambellan
- 1951 : L'Homme au manteau noir (The Man with a Cloak) de Fletcher Markle : Dr Roland
- 1951 : Si l'on mariait papa (Here Comes the Groom) de Frank Capra : l'oncle Prentiss
- 1953 : Commérages (Affair with a Stranger) de Roy Rowland : le producteur George W. Craig
- 1957 : Une femme de tête (Desk Set) de Walter Lang : M. Azae

### Télévision
(séries)
- 1952 : Boss Lady
  - Saison unique, 12 épisodes (intégrale) : le père de Gwen
- 1953-1954 : Studio One
  - Saison 5, épisode 35 Rendez-vous (Rendezvous) : Christopher Bott
  - Saison 6, épisode 48 Objets volants non identifiés (U.F.O.) de Mel Ferber : le général
- 1955 : The United States Steel Hour (en)
  - Saison 2, épisode 16 The Rack d'Alex Segal : le colonel Edward Hall Sr.